# Харламовець
«Харламовець» — російський дитячий клуб по  хокею з шайбою з міста Гусь-Хрустальний. Повна назва —Муніципальний заклад додаткової освіти «Дитячо-юнацький спортивний клуб «Харламовець». Постійний учасник і багаторазовий призер першості Володимирської області «Золота шайба» серед хлопчиків молодших і середніх віків, учасник міжнародних та всеросійських змагань, володар призу глядацьких симпатій на «втішних» змаганнях 2000 року в Москві.
Клуб «Харламовець» також є учасником змагань «Шкіряний м'яч».

## Історія клубу

### 1967рік
У 1967 ріці ентузіастами хокею був побудований малий хокейний майданчик, де проводилися дворові змагання з хокею серед хлопців.
Починаючи з 1979 року будівництво клубу здійснювалося силами майбутніх працівників та ентузіастів після отримання документів на дозвіл будівництва.
У 80-і роки, за доброю згодою директора школи № 2 Чистякової Лідії Олександрівни, на місці розбитої шкільної теплиці було побудовано одноповерхове приміщення клубу під роздягальню і тренерську.

### 1982рік
У 1982 році на честь пам'яті великого хокеїста, кумира нашої дітвори, Харламова Валерія Борисовича, був створений клуб імені «Валерія Харламова», а також, був відкритий великий дитячий хокейний майданчик.
Завдяки підшефному заводу «Скловолокно», а саме, Павлову Ігорю Олександровичу, була надана велика допомога для будівництва другого і третього поверху.
Різні підприємства міста надавали велику допомогу в придбанні матеріалів для благоустрою і розвитку клубу.
Щороку юні хокеїсти і футболісти домагалися гарних результатів у різних змаганнях, ставали призерами області.

### 1986рік
Чемпіони області по «Золотій шайбі», 1986 рік, молодша вікова група.

### 1991рік
- Матчева зустріч з командою з Фінляндії на відкритті спортивного палацу ЦСКА на запасному хокейному корті, 3-й поверх.

### 1994рік
Участь у фіналі Росії по «Золотій шайбі» серед дворових і юнацьких шкіл олімпійського резерву, де посіли почесне 10-е місце в Росії. Фінальні змагання проходили в  Ярославлі.
Великий тренер Анатолій Володимирович Тарасов відзначив хорошу гру наших хлопців, подякував гусевчан за проведення турніру пам'яті «Валерія Харламова».

Відгук Відгук

### 1995рік
Участь у міжнародних змаганнях з командами м. Рііхімякі Фінляндія.

### 1996рік
- Ігри хокейної команди хлопчиків старшого віку у Фінляндії.
- Матчеві зустрічі хокейних команд хлопчиків різного віку з командами м. Москва: ЦСКА, «Динамо», «Спартак», ХК АЗЛК.

### 2000рік
- Хокейна команда хлопчиків старшої вікової групи — чемпіони Володимирської області з хокею з шайбою турніру «Золота шайба». Команда, згідно з положенням про проведення обласного фінального турніру дворових хокейних команд на приз клубу «Золота шайба», повинна брати участь в Російських фінальних змаганнях, але рішенням голови клубу «Золота шайба» Анатолія Єфименка, команда до даних змагань допущена не була.

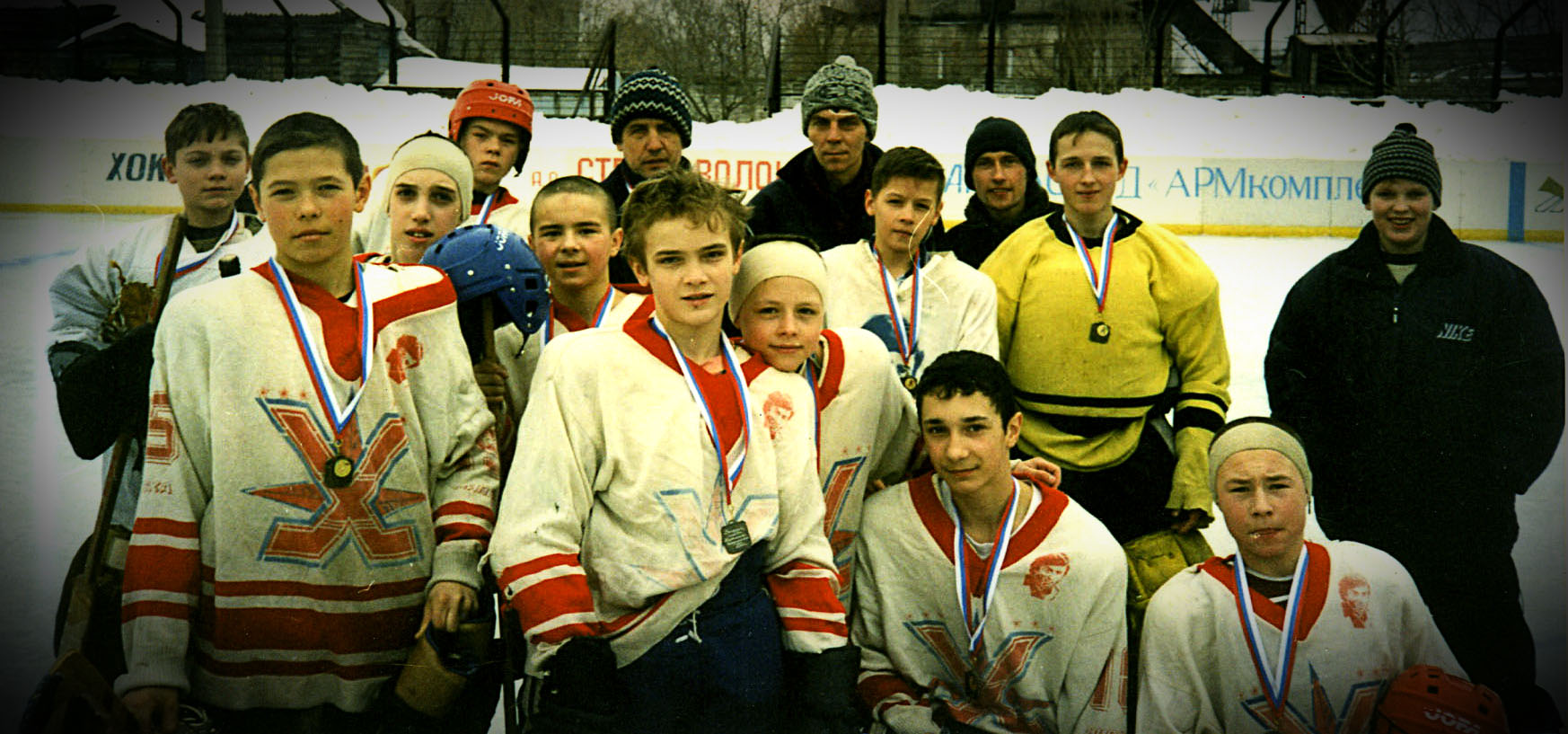
Хлопчики, старша вікова група - чемпіони Володимирської області з хокею з шайбою, 2000 рік

- Хокейна команда хлопчиків середнього віку взяла участь у міжрегіональних змаганнях серед областей Росії і зайняла останнє місце. Причини — в командах суперників брали участь підставні гравці, що не відносяться до даного клубу, порушення вікового цензу для хлопців учасників. Отримано приз глядацьких симпатій за чесну і справедливу гру.

Команда з призом глядацьких симпатій вдома. Команда з призом глядацьких симпатій вдома.
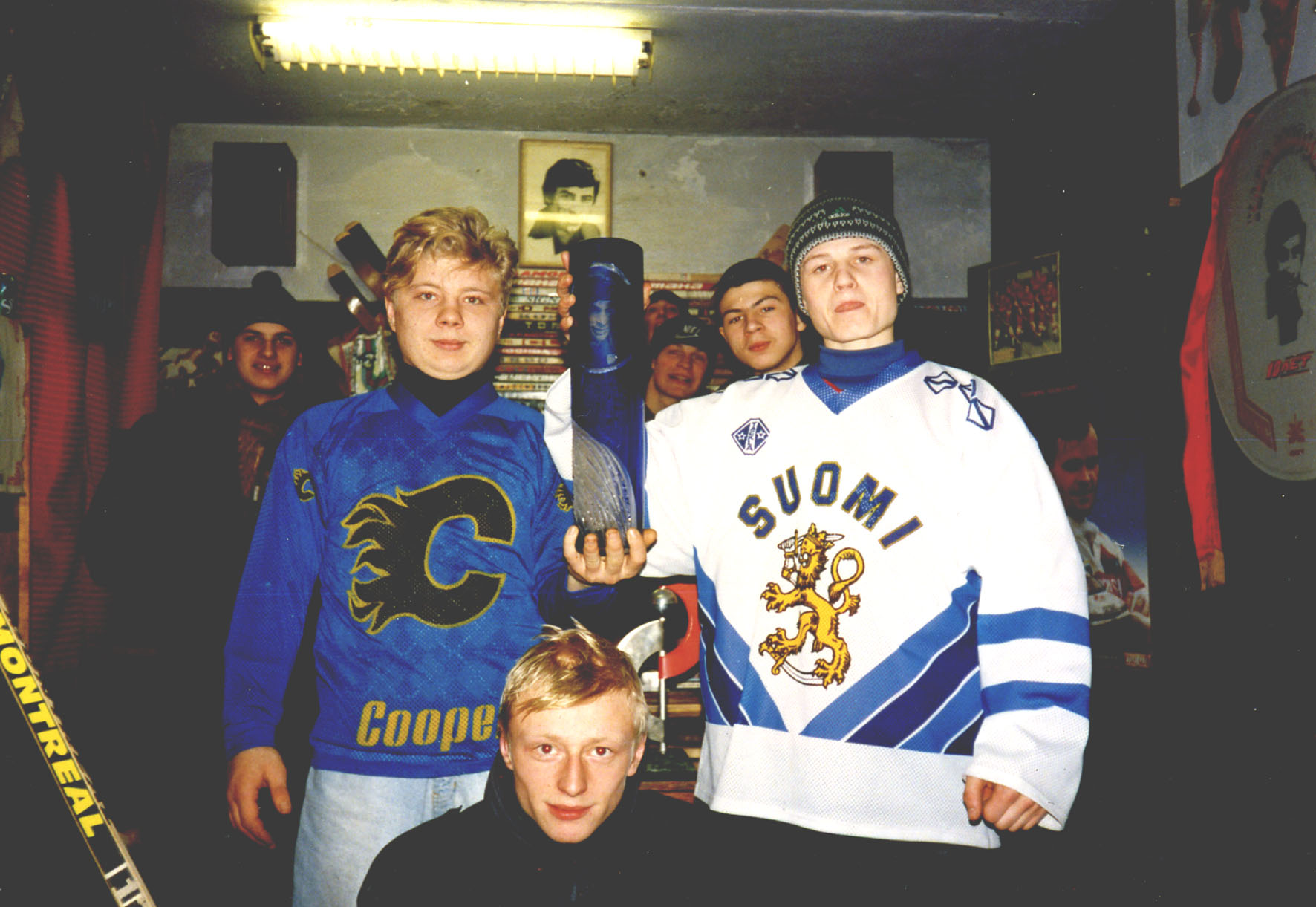
Хокеїсти з призом
Приз Приз

### 2003рік
- Хокейна команда хлопчиків старшого віку зайняли 2 місце в обласному турнірі «Золота шайба»
- Хокейна команда хлопчиків молодшого віку зайняли 3 місце в обласному турнірі «Золота шайба»

### 2006рік
Участь у відкритому турнірі дворових команд, 1 місце.

### 2011рік
- Хокейна команда хлопчиків старшого віку зайняли 2 місце в обласному турнірі «Золота шайба»
- Хокейна команда хлопчиків молодшого віку зайняли 2 місце в обласному турнірі «Золота шайба»

Клуб відвідували: Збірна СРСР з хокею, канадська і фінські делегації, чемпіон світу з велоспорту, всі вони дали хорошу оцінку роботи дитячого спортивного клубу.
Щорічно організовувалася участь в параді 7 листопада.

Участь у параді 7 листопада Участь у параді 7 листопада

30 січня 2018 року стало відомо про порушення кримінальної справи за фактом зловживання посадовими повноваженнями працівниками "Харламовца". За версією слідства, протягом декількох років у клубі фіктивно були працевлаштовані двоє людей. Збиток склав 228 тисяч рублів.

## Чемпіонат Золота шайба
Клуб Харламовець бере щорічну участь у змаганнях «Золотої шайби» і займає призові місця.

## Арена
Велика хокейна коробка, розташована поруч з клубом.

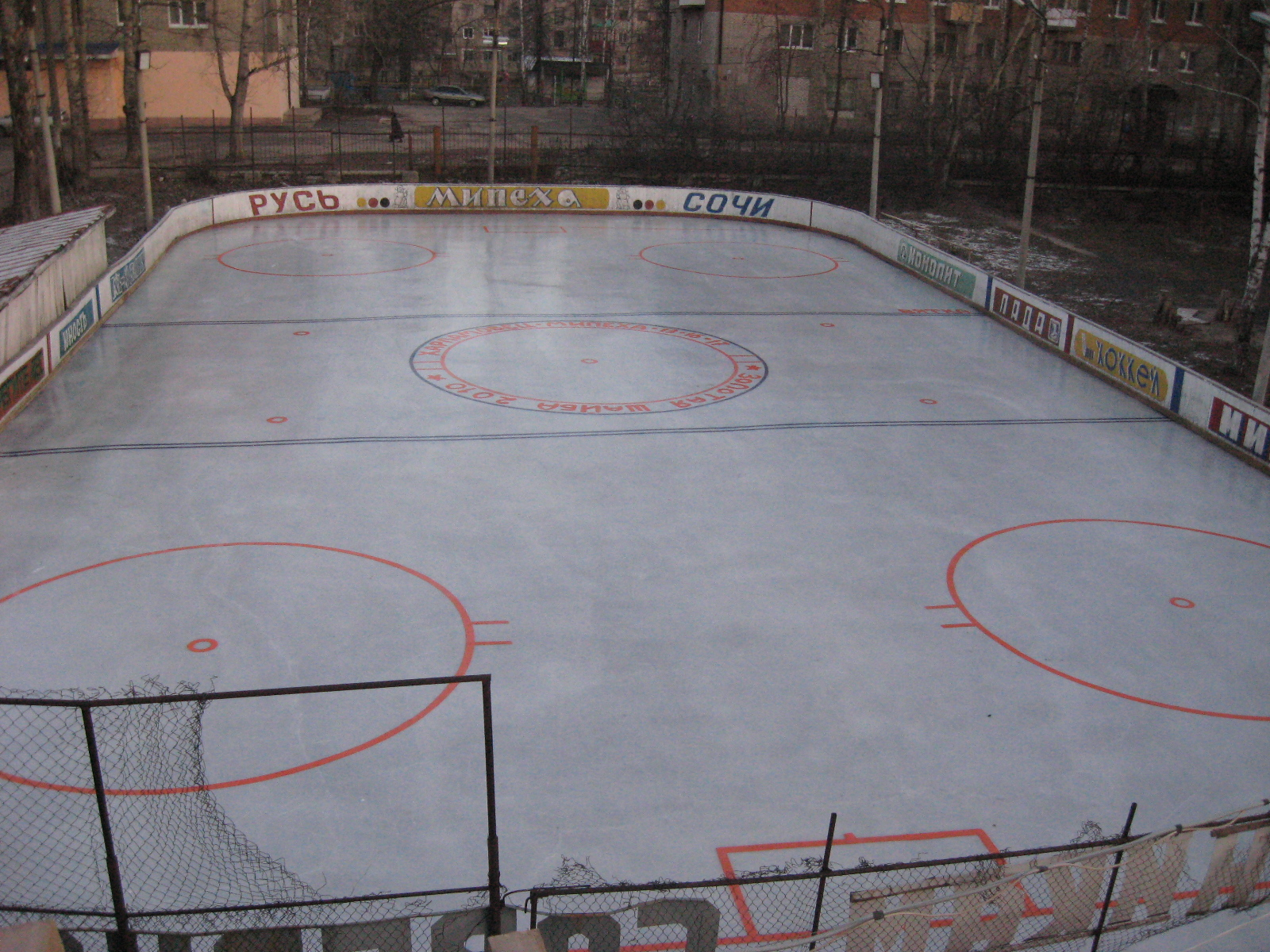
Хокейна коробка клубу Харламовец, 2010 рік